# Élie-Abel Carrière
Élie-Abel Carrière  (May-en-Multien, 4 de junho de 1818 – Paris, 17 de agosto de 1896) foi um botânico francês radicado em Paris. Ele foi uma autoridade líder em coníferas no período de 1850 a 1870, descrevendo muitas novas espécies e os novos gêneros Tsuga, Keteleeria e Pseudotsuga. Sua obra mais importante foi o Tratado Geral de Coníferas, publicado em 1855, com uma segunda edição extensamente revisada em 1867.